# STAY 〜夜明けのSoul〜
『STAY 〜夜明けのSoul〜』（ステイ よあけのソウル）は、GARNET CROWの7枚目のアルバム。2009年9月30日に発売された。

## 解説
前作『LOCKS』から1年6ヶ月振りとなるアルバム。アルバムのタイトルにサブタイトルが付くのは、2003年の『Crystallize 〜君という光〜』以来となる。なお、サブタイトルの「夜明けのSoul」は、同年10月に開催された全国ツアーのタイトルにもなっている。前作に続き、初回限定盤A（CD＋DVD）、初回限定盤B（CD＋SPECIAL CD）、通常盤（CDのみ）の合計3形態での発売である。ジャケットもそれぞれ異なり、通常盤のみデジパック仕様となっている。なお、CDアルバムの収録内容は3形態共通である。また、3形態共通の特典として、2010年2月に開催されたライブツアーのライブ&バックステージ招待の応募ハガキが封入されている。
初回限定盤AのDVDには、シングル3曲とアルバムからの撮り下ろし2曲の合計5曲のPVを収録している。なお、「花は咲いて ただ揺れて」「Elysium」「恋のあいまに」のPVは先行シングル「花は咲いて ただ揺れて」の初回限定盤DVDに収録されており、本作には収録されていない。
初回限定盤BのSPECIAL CDにはシングル2曲、アルバムから2曲の合計4曲の別アレンジバージョンを収録している。このうち、「Stay -yoake ver.-」は、GARNET CROWでは初めて池田大介が編曲に参加している。なお、CD2枚組での発売は、2005年のベストアルバム『Best』以来であり、オリジナル・アルバムでは初めてである。
プロモーションでは、発売日の9月30日に、中村と岡本仁志が「α-STAY」と題し、FMラジオ局・α-stationの1日ジャックを決行した。また、購入者への先着特典としてポスターがプレゼントされた。

## 収録曲
1. Hello Sadness
2. 百年の孤独
28thシングル。全国東宝系公開劇場版アニメ映画「真救世主伝説 北斗の拳 ZERO ケンシロウ伝」主題歌。
3. 花は咲いて ただ揺れて 〜album ver.〜
30thシングルのアルバムバージョン。TBS系情報番組『噂の!東京マガジン』7月〜9月エンディングテーマ。
4. Elysium
5. Doing all right
29thシングル。読売テレビ・日本テレビ系アニメ『名探偵コナン』エンディングテーマ。
6. ON THE WAY
北海道文化放送・フジテレビ系列27局ネット「2009北海道マラソン」エンディングテーマ。
7. Stay
8. 日々のほとり
9. 夢のひとつ
27thシングル。テレビ東京系アニメ「ゴルゴ13」エンディングテーマ。
10. Fall in Life 〜Hallelujah〜
11. Rainy Soul
12. 恋のあいまに

## 収録内容

### CD
| 全作詞: AZUKI七、全作曲: 中村由利、全編曲: 古井弘人。 |                                          |         |            |      |
| #                                                     | タイトル                                 | 作詞    | 作曲・編曲 | 時間 |
| 1.                                                    | 「Hello Sadness」                        | AZUKI七 | 中村由利   | 5:11 |
| 2.                                                    | 「百年の孤独」                           | AZUKI七 | 中村由利   | 4:49 |
| 3.                                                    | 「花は咲いて ただ揺れて 〜album ver.〜」 | AZUKI七 | 中村由利   | 4:15 |
| 4.                                                    | 「Elysium」                              | AZUKI七 | 中村由利   | 4:43 |
| 5.                                                    | 「Doing all right」                      | AZUKI七 | 中村由利   | 5:04 |
| 6.                                                    | 「ON THE WAY」                           | AZUKI七 | 中村由利   | 3:55 |
| 7.                                                    | 「Stay」                                 | AZUKI七 | 中村由利   | 4:45 |
| 8.                                                    | 「日々のほとり」                         | AZUKI七 | 中村由利   | 4:55 |
| 9.                                                    | 「夢のひとつ」                           | AZUKI七 | 中村由利   | 4:57 |
| 10.                                                   | 「Fall in Life 〜Hallelujah〜」          | AZUKI七 | 中村由利   | 4:53 |
| 11.                                                   | 「Rainy Soul」                           | AZUKI七 | 中村由利   | 4:05 |
| 12.                                                   | 「恋のあいまに」                         | AZUKI七 | 中村由利   | 5:02 |
| 合計時間:                                             | 合計時間:                                | 56:34   |            |      |

### DVD（初回限定盤Aのみ）
| #  | タイトル                          | 作詞 | 作曲・編曲 |
| -- | --------------------------------- | ---- | ---------- |
| 1. | 「夢のひとつ / Music Clips」      |      |            |
| 2. | 「百年の孤独 / Music Clips」      |      |            |
| 3. | 「Doing all right / Music Clips」 |      |            |
| 4. | 「Hello Sadness / Music Clips」   |      |            |
| 5. | 「Stay / Music Clips」            |      |            |

### SPECIAL CD（初回限定盤Bのみ）
| #  | タイトル                                               | 作詞 | 作曲・編曲 |
| -- | ------------------------------------------------------ | ---- | ---------- |
| 1. | 「Stay (yoake ver.)」(編曲: 池田大介)                  |      |            |
| 2. | 「花は咲いて ただ揺れて (Closer Soul's Disco Remix-)」 |      |            |
| 3. | 「百年の孤独 (the clouds break ver.)」                 |      |            |